# Panic! at the Disco
Panic! at the Disco byla americká alternativní pop-rocková kapela z Las Vegas, kterou v roce 2004 založili kamarádi z dětství Brendon Urie, Ryan Ross, Spencer Smith a Brent Wilson. Po několika změnách v sestavě začala Panic! at the Disco od roku 2015 až do ukončení v roce 2023 fungovat jako sólový projekt frontmana Brendona Urieho.
Své první demo nahrávky nahráli ještě na střední škole. Krátce poté skupina nahrála a vydala své debutové album A Fever You Can't Sweat Out (2005), které zpopularizoval druhý singl "I Write Sins Not Tragedies". V roce 2006 byl během rozsáhlého světového turné z kapely vyhozen zakládající baskytarista Brent Wilson, kterého následně nahradil Jon Walker. Druhé album kapely, Pretty. Odd. (2008) předcházel singl "Nine in the Afternoon". Toto album znamenalo výrazný odklon od zvuku prvního alba kapely. Ross a Walker, kteří upřednostňovali nový hudební směr kapely, odešli, protože Urie a Smith chtěli provést další změny v hudebním stylu kapely. Ross a Walker následně založili novou kapelu Young Veins a jedinými zbývajícími členy Panic! at the Disco zůstali Urie a Smith.
Urie a Smith pokračovali jako duo a vydali singl "New Perspective" pro film Jennifer's Body a jako koncertní hudebníky pro živá vystoupení angažovali baskytaristu Dallona Weekese a kytaristu Iana Crawforda. Weekes byl později v roce 2010 zařazen do sestavy kapely jako stálý člen. Třetí studiové album skupiny, Vices & Virtues (2011), nahráli v roce 2010. Crawford odešel, jakmile v roce 2012 skončilo turné k albu Vices & Virtues.
Urie, Smith a Weekes nahráli a v roce 2013 vydali čtvrté studiové album skupiny Too Weird to Live, Too Rare to Die!. Před vydáním alba Smith neoficiálně opustil kapelu kvůli problémům se závislostí na alkoholu, takže zbývajícími členy zůstali Urie a Weekes. Duo angažovalo kytaristu Kennetha Harrise a bubeníka Dana Pawloviche jako koncertní hudebníky pro živá vystoupení.
V roce 2015 Smith kapelu oficiálně opustil. Krátce poté se Weekes opět vrátil k roli koncertního člena. V dubnu 2015 vyšla skladba "Hallelujah" jako první singl z pátého studiového alba Death of a Bachelor (2016). V prosinci 2017 Weekes oficiálně oznámil svůj odchod z kapely.
V březnu 2018 vydala kapela skladbu "Say Amen (Saturday Night)", hlavní singl ze svého šestého studiového alba Pray for the Wicked (2018), které vyšlo v červnu.
V srpnu 2022 vydala kapela v pořadí sedmé studiové album Viva Las Vengeance, které odstartovali stejnojmenným singlem.
Dne 24. ledna 2023 byl na Instagram skupiny zveřejněn příspěvek, ve kterém Brendon Urie oznamuje rozpad kapely. Brendon se svojí manželkou Sarah čekají dítě, takže veškerý svůj čas chce zpěvák věnovat rodině.

## Historie

### 2005: Začátky
Panic! at the Disco vznikli na předměstí Summerlin v Las Vegas a založili jej kamarádi z dětství kytarista Ryan Ross a bubeník Spencer Smith.
Ve třinácti hráli hlavně předělávky skupiny blink 182. Nakonec se ke skupině přidali ještě basák Brent Wilson a zpěvák a kytarista zároveň Brendon Urie.
Název kapely byl později ustálen na "Panic! At the disco", který vycházel z písničky "Panic" od skupiny Name Taken. Skupina často prohlašuje, že jejich jméno pochází z písně "Panic" od skupiny The Smiths, ale bylo odhaleno, že jejich tvorba byla inspirovaná především Name Taken a uvádět The Smiths jako původce názvu bylo pouze jednodušší na vysvětlování těm, kteří o Name Taken neměli tušení.
Jednou slyšela jejich nahrávku skupina Fall Out Boy, proto se člen skupiny Peter Wentz vydal do Las Vegas osobně a po zhlédnutí jejich garážového vystoupení s nimi podepsal smlouvu.

### 2006–2007: Komerční úspěchy a ohlas
17. června 2006 od skupiny oficiálně odešel basák Brent Wilson. Žádný konkrétní důvod není znám, ačkoli později se mluvilo o tom, že zbytek skupiny jej vyhodil. Ještě téhož měsíce angažovala skupina nového člena stal se jím basák a vokalista Jon Walker, který byl oficiálně představen 3. července.
MTV později doneslo zprávu, že mezi členy P!ATD a jejím bývalým členem Wilsonem panují velké slovní rozepře. Wilson poskytl rozhovor magazínu Spit a tam řekl, že jeho odchod byl přáním celé skupiny, a že přišel náhle bez jakéhokoli varování.
Skupina později kontrovala tím, že Wilson se nikterak nepodílel na produkci alba a nenapsal jedinou basovou část. Za tento výrok Wilson vyhrožoval soudem, ale nakonec k tomu nedošlo.
17. ledna 2006 dokonce Panic at the Disco moderovali pořad na MTV TRL, kde i představili ve světové premiéře píseň I Write Sins Not Tragedies. Video k této písni je na motiv děsivé cirkusácké svatby a bylo zvoleno nejlepším videoklipem roku 2006.
Na serveru YouTube se na videoklip podívalo více než 200 milionů lidí a také v newyorských rádiích se v roce 2006 hrála tato píseň ze všech nejvíce.
Jejich druhý videoklip k písni But It's Better If You Do má opět historický videoklip, tentokrát je z prostředí kolem roku 1930. Tato píseň byla také první, která vyšla v Evropě, kde zaznamenala obrovský ohlas.
Poté se skupina vydala na turné s The Hush Sounds, OK Go a The Dresden Dolls, se kterými přezpívali hit …Baby One More Time od Britney Spears.
V červenci vyšla třetí píseň nazvaná Lying Is the Most Fun a Girl Can Have Without Taking Her Clothes Off.
Během úvodu koncertu 25. srpna 2006 na Reading Festivalu neznámý divák hodil po skupině skleněnou láhev a udeřil do hlavy frontmana Brendona Urieho, který omdlel, skupina ihned přerušila své vystoupení. Po několika minutách se ale vrátili na pódiu a Brendon řekl: „Nemůžeš mě zničit! Ukaž se, nebo odejdi!“ Poté pokračoval ve zpěvu tam, kde skončil.
Ke konci roku 2006 odjela skupina na světové turné, během kterého navštívili Austrálii, Nový Zéland, ale i Evropu.
V první polovině roku 2008 vydali svou druhou desku nazvanou Pretty. Odd., která se v USA dostala na 2. místo albové hitparády. Titulní píseň z alba se jmenuje Nine in the Afternoon. Desku produkoval na Grammy a Emmy nominovaný aranžér a skladatel Rob Mathes. 
V červenci roku 2009 odešli dva členové Jon Wolker a Ryan Ross. Ryan Ross svůj odchod odůvodnil tím, že si nerozuměli v otázce hudebního stylu.

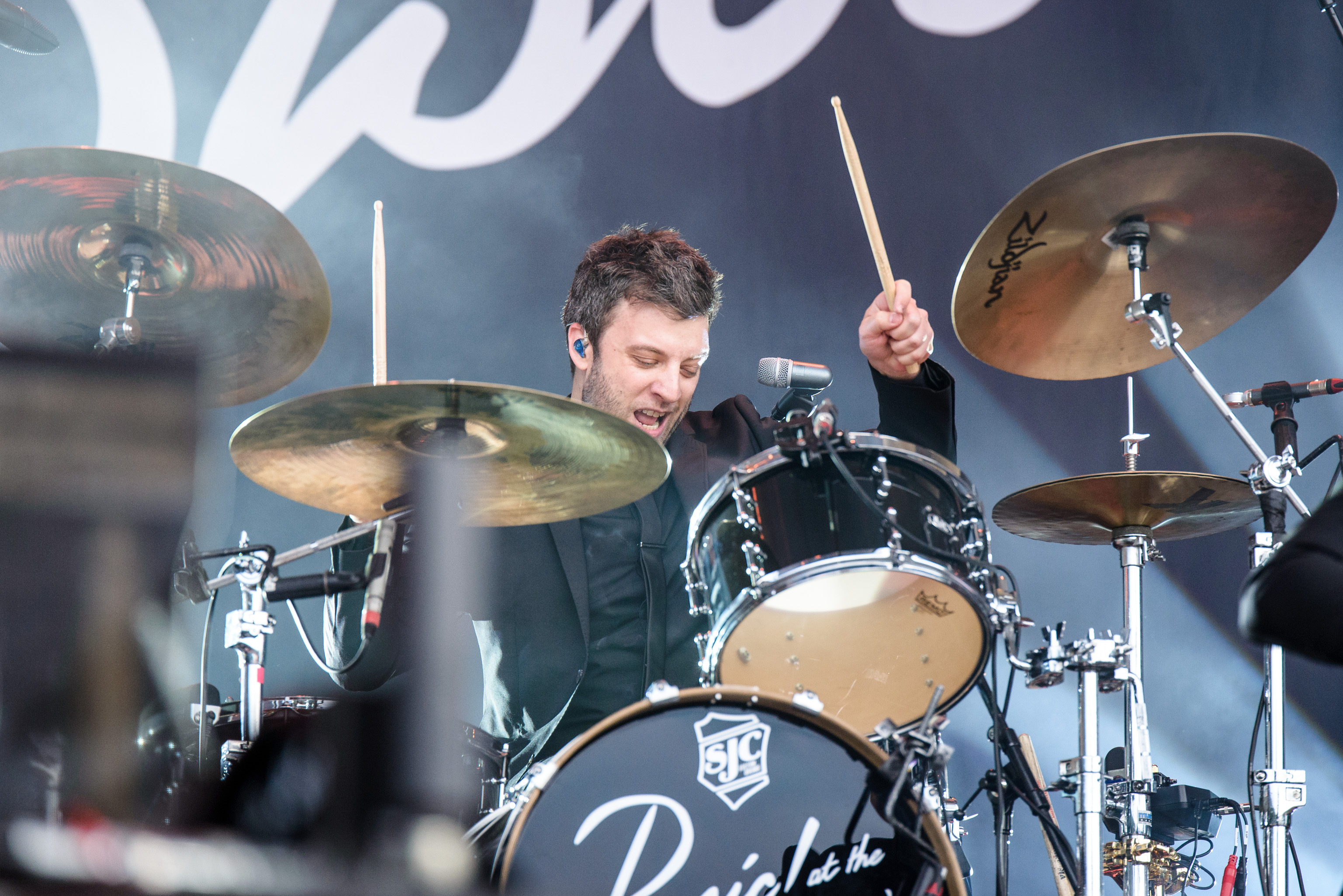
Dan Pawlovich
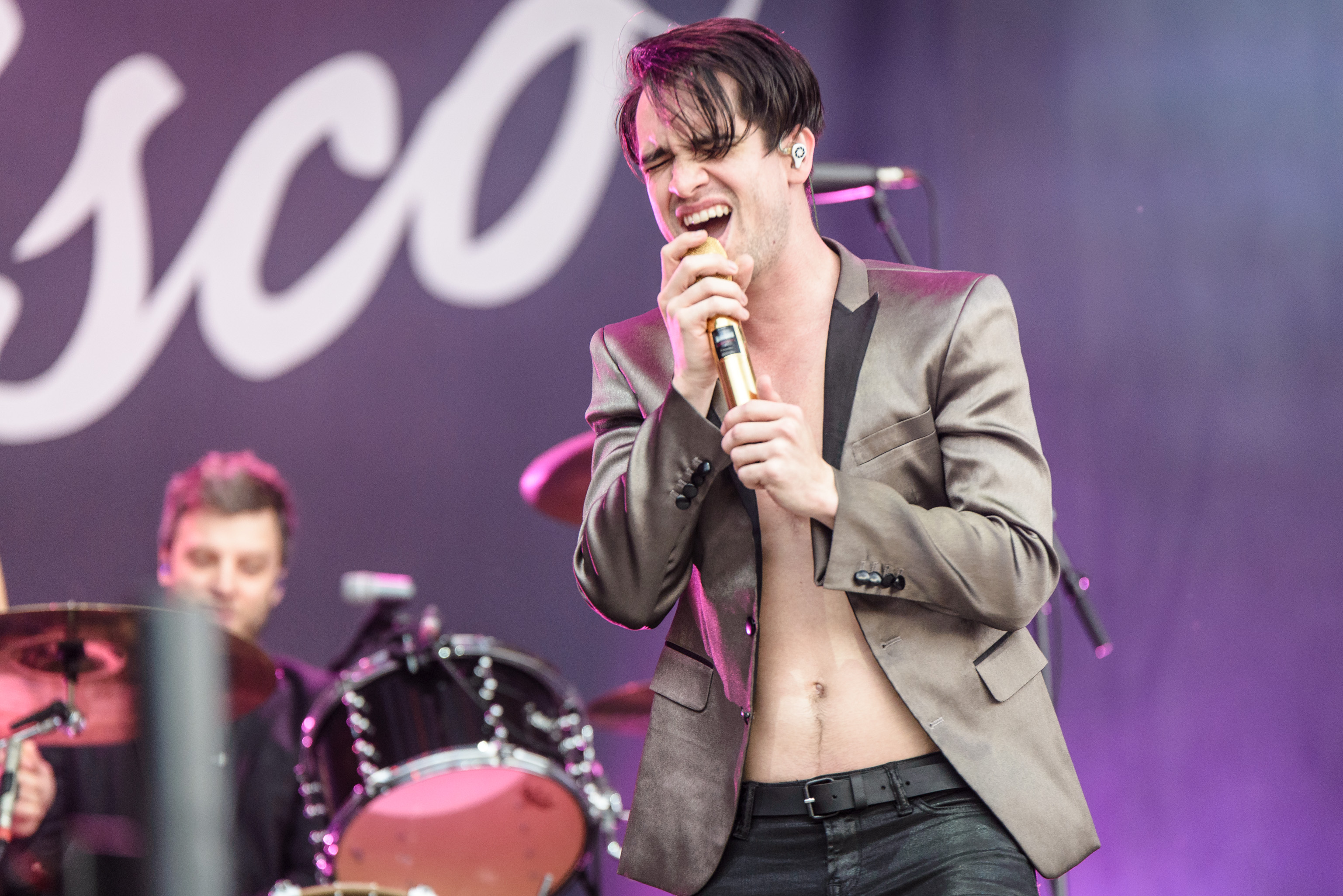
Brendon Urie
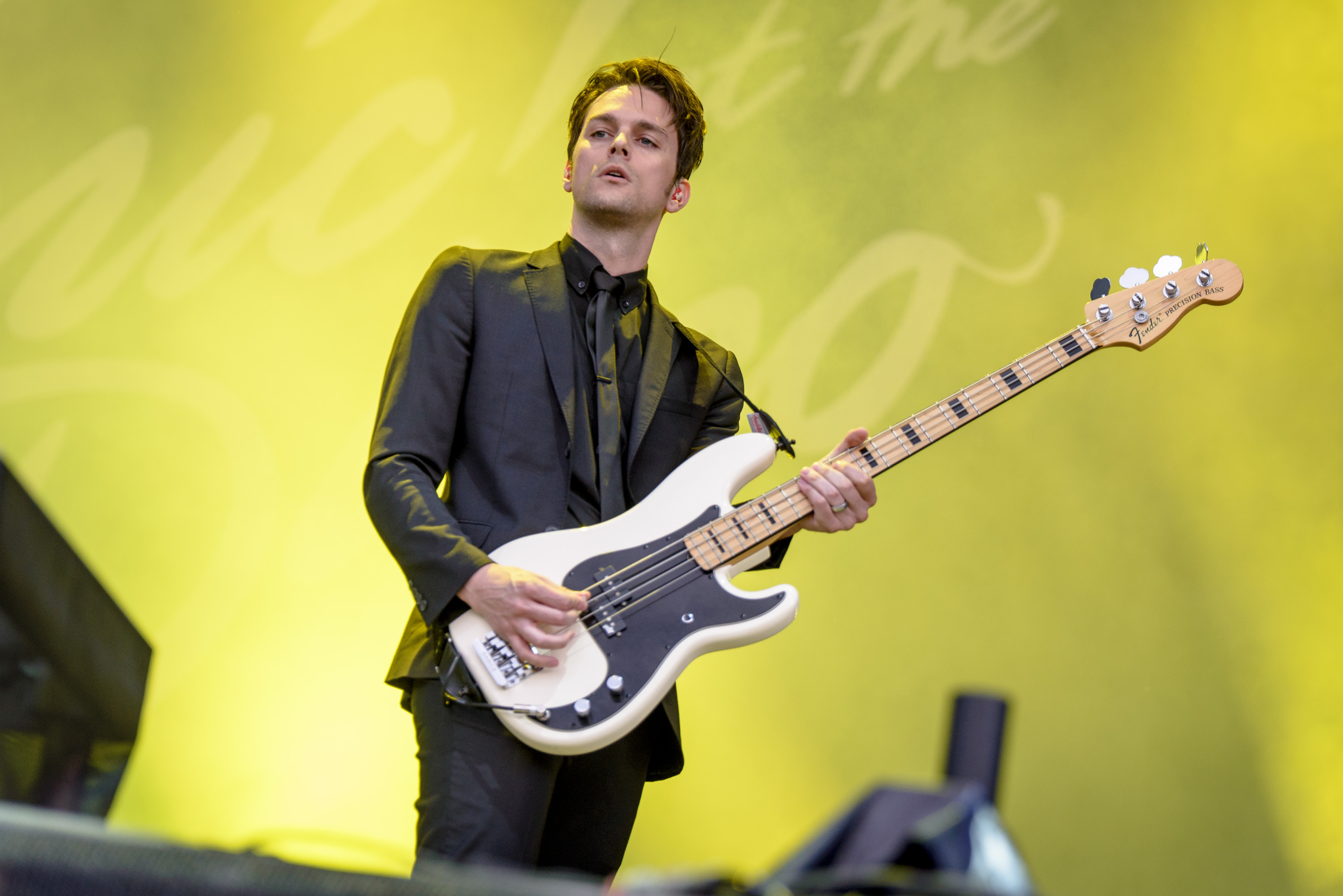
Dallon Weekes
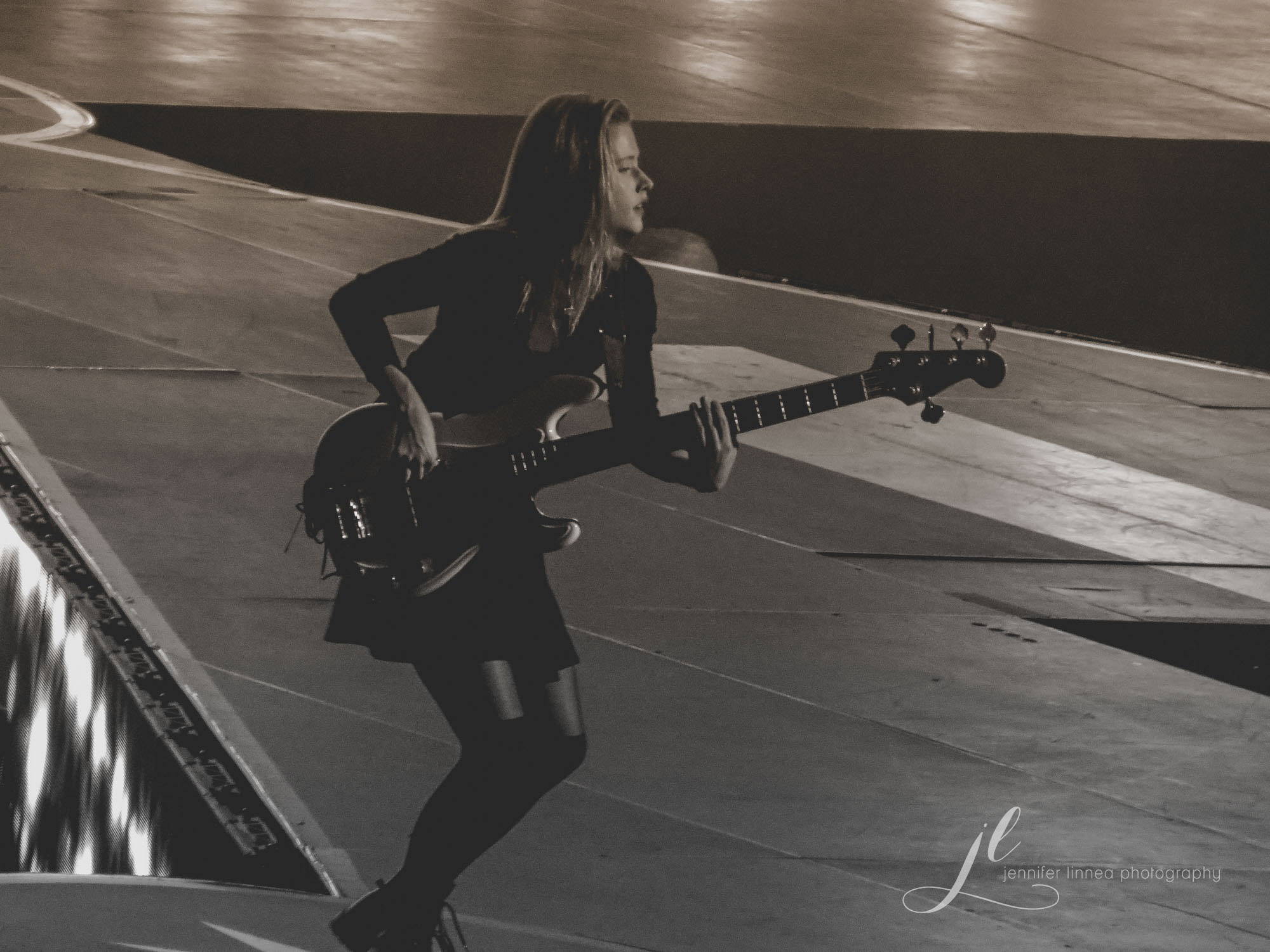
Nicole Row

## Diskografie
- A Fever You Can't Sweat Out (2005)
- Pretty. Odd. (2008)
- Vices & Virtues (2011)
- Too Weird to Live, Too Rare to Die! (2013)
- Death of a Bachelor (2016)
- Pray for the Wicked (2018)
- Viva Las Vengeance (2022)

## Singly
- The Only Difference Between Martyrdom and Suicide Is Press Coverage
- I Write Sins Not Tragedies
- But Its Better If You Do
- Lying Is the Most Fun a Girl Can Have Without Taking Her Clothes Off
- Build God, Then Well Talk
- Nine in the Afternoon
- Mad as Rabbits
- That Green Gentleman (Things Have Changed)
- Northern Downpour
- The Ballad of Mona Lisa
- Ready to Go (Get Me Out Of My Mind)
- Let's Kill Tonight
- Miss Jackson
- This Is Gospel
- Girls/Girls/Boys
- Nicotine
- This Is Gospel (Piano Version)
- Hallelujah
- Victorious
- Emperor's New Clothes
- Death Of A Bachelor
- Don't Threaten Me With A Good Time
- LA Devotee
- Say amen (Saturday night)
- Into The Unknown
- Hey Look Ma, I made it
- High Hopes

## Nominace a ocenění
| Rok  | Nominace                     | Cena                                                          | Výsledek  |
| ---- | ---------------------------- | ------------------------------------------------------------- | --------- |
| 2006 | "I Write Sins Not Tragedies" | MTV Video Music Awards – Video of the Year                    | vítězství |
| 2006 | "I Write Sins Not Tragedies" | MTV Video Music Awards – Best Group Video                     | nominace  |
| 2006 | "I Write Sins Not Tragedies" | MTV Video Music Awards – Best Rock Video                      | nominace  |
| 2006 | "I Write Sins Not Tragedies" | MTV Video Music Awards – Best New Artist in a Video           | nominace  |
| 2006 | "I Write Sins Not Tragedies" | MTV Video Music Awards – Best Art Direction in a Video        | nominace  |
| 2006 | "I Write Sins Not Tragedies" | Teen Choice Awards – Rock Track                               | nominace  |
| 2006 | "I Write Sins Not Tragedies" | TMF Awards – Best Video International                         | vítězství |
| 2007 | Panic! at the Disco          | Los Premios MTV Latinoamérica – Best International Rock Group | nominace  |
| 2007 | Panic! at the Disco          | Kerrang! Awards – Best International Band                     | nominace  |
| 2008 | "Nine in the Afternoon"      | MTV Video Music Awards – Best Direction                       | nominace  |
| 2008 | "Nine in the Afternoon"      | MTV Video Music Awards – Best Pop Video                       | nominace  |
| 2008 | Panic! at the Disco          | Los Premios MTV Latinoamérica – Best International Rock Group | nominace  |
| 2008 | Panic! at the Disco          | MTV Asia Awards – The Style Award                             | vítězství |
| 2008 | "Nine in the Afternoon"      | Teen Choice Awards – Rock Track                               | nominace  |
| 2008 | A Fever You Can't Sweat Out  | Grammy Awards – Best Boxed/Special Limited Edition            | nominace  |
| 2011 | "The Ballad of Mona Lisa"    | Kerrang! Awards – Best Single                                 | nominace  |
| 2014 | Brendon Urie                 | Alternative Press Music Awards – Best Vocalist                | vítězství |
| 2014 | Panic! at the Disco          | Alternative Press Music Awards – Artist of the Year           | nominace  |
| 2015 | Dallon Weekes                | Alternative Press Music Awards – Best Bassist                 | nominace  |
| 2015 | Panic! at the Disco          | Alternative Press Music Awards – Best Live Band               | nominace  |
| 2015 | "Emperor's New Clothes"      | Rock Sound Readers Poll – Video of the Year                   | vítězství |
| 2016 | "Emperor's New Clothes"      | Alternative Press Music Awards – Best Music Video             | vítězství |
| 2016 | "Hallelujah"                 | Alternative Press Music Awards – Song of the Year             | vítězství |
| 2016 | Panic! at the Disco          | Alternative Press Music Awards – Artist of the Year           | nominace  |
| 2016 | "Victorious"                 | MTV Video Music Awards – Best Rock Video                      | nominace  |
| 2017 | Panic! at the Disco          | People's Choice Awards – Favorite Group                       | nominace  |
| 2017 | Death of a Bachelor          | Grammy Awards – Best Rock Album                               | nominace  |